# Vega de San Mateo
Vega de San Mateo ist eine Gemeinde auf der Kanarischen Insel Gran Canaria. Die Nachbargemeinden sind Valleseco und Teror im Norden, Santa Brígida und Valsequillo im Osten, San Bartolomé de Tirajana im Süden und Tejeda im Westen.
Die Gemeinde hat 7.856 Einwohner (Stand: 2024) auf einer Fläche von 37,85 km².
| Jahr | Einwohner | Bevölkerungsdichte Ew./km² |
| ---- | --------- | -------------------------- |
| 1991 | 6.153     | —                          |
| 1996 | 7.316     | —                          |
| 2001 | 6.979     | 184,4                      |
| 2002 | 7.575     | —                          |
| 2003 | 7.610     | 201,1                      |
| 2004 | 7.617     | 201,2                      |
| 2005 | 7.721     | 204,0                      |